# Lissonota obsoleta
Lissonota obsoleta är en stekelart som beskrevs av Bridgman 1889. Lissonota obsoleta ingår i släktet Lissonota och familjen brokparasitsteklar. Inga underarter finns listade i Catalogue of Life.